# Barentsův ostrov
Barentsův ostrov (norsky Barentsøya) je ostrov v Severním ledovém oceánu, který náleží Norsku. Leží ve východní části souostroví Špicberky. Má rozlohu 1288 km², z čehož je 588 km² pokryto ledovcem. Jde o čtvrtý největší ostrov souostroví a je bez stálého lidského osídlení. Od Západního Špicberku ho odděluje průliv Storfjorden na západě a záliv Ginevrabotnen na severu (resp. průliv Ormholet od ostrůvku Kükenthaløya). Na jihu ho odděluje průliv Freemansundet od Edgeova ostrova.